# Лазаренко Катерина Дмитрівна
Лазаренко Катерина Дмитрівна (нар. 7 листопада 2004, Дніпро) — українська професійна тенісистка.
У липні 2020 року, 15-річна Катерина Лазаренко виграла Кубок України з тенісу в одиночному розряді. Завдяки цьому досягненню, вона виконала Майстра спорту України. 
На турнірах серії ITF дебютувала наприкінці 2022 року у місті Монастір.